# Katja Korošec
Katja Korošec, slovenska pevka, * 1. april 1993.
Katja Korošec je slovenska pevka, ki se je javnosti prvič predstavila s pesmijo Samo objemi me, leta 2021. Njeno prvo pesem sta ustvarila glasbenik Rok Lunaček in producent Krešimir Tomec. Plesno kariero je leta 2018 začela nadgrajevati z izobraževanjem na glasbenem področju.  
Nov večji preboj na slovensko sceno ji je prinesla pesem Levo in desno, s katero se je predstavila na glasbenem tekmovanju Ema Freš, v organizaciji Televizije Slovenija. Glasbena znanja v solo petju v zadnjih letih pomaga izpopolnjevati glasbenik Kristjan Virtič. Samostojno glasbeno pot je obogatila s številnimi avtorskimi pesmimi, ki jih 1. aprila 2023 izdala na samostojnem glasbenem albumu z naslovom Ti si ta. 
Glasbeni album je izdala 1. aprila 2023, hkrati istoimensko pesem Ti si ta, za katero je posnela tudi videospot. V njem nastopa komik Žan Papič. Tako album kot pesem si je poklonila za darilo ob praznovanju 30. rojstnega dne.

## Pesmi
- 2021 - Samo objemi me (Rok Lunaček / Rok Lunaček / Krešimir Tomec)
- 2022 - Levo in desno (Nino Ošlak / Katja Korošec / Nino Ošlak)[4]
- 2022 - Ti si ta (Nino Ošlak / Rok Lunaček / Nino Ošlak)
- 2023 - Bel papir (priredba - duet z Ožbejem Ulblom) (S. Podgornik / V. Tomac / Z. Tomac / S. Podgornik / N. Ošlak)
- 2023 - Senca njena (Nino Ošlak / Rok Lunaček / Nino Ošlak)
- 2023 - Preberi me (Rok Lunaček / Rok Lunaček / Krešimir Tomec)

## Diskografija
- 2023 - Ti si ta (6 skladb)[5]

## Festivali
- 2022 - Ema Freš (Levo in desno - Nino Ošlak / Nino Ošlak / Nino Ošlak)[6]